# Радван, Ян
Ян Радва́н (лат. Ioannes Radvanus, пол. Jan Radwan, бел. Ян Радван, лит. Jonas Radvanas; ум. после 1591) — новолатинский поэт Великого княжества Литовского второй половины XVI века. Автор героической поэмы «Радзивиллиада», изданной Яном Карцаном в качестве центральной части одноимённой книги в Вильне в 1592 году.

## Биография
О происхождении и жизни Яна Радвана практически ничего неизвестно. Вероятно, он происходил из мещан. Основным аргументом в пользу его недворянского происхождения является отсутствие его имени в гербовниках XVI—XVII веков и генеалогических сочинениях. Между тем, существует польский дворянский герб Радван и шляхетский род того же имени, однако неизвестно, принадлежал ли поэт к этому гербу. По вероисповеданию был кальвинистом, родился, вероятно, в Вильне, так как сам себя называл Виленским (лат. Joannes Radvanovius Vilnensis). В молодости был связан со двором Ходкевичей, позднее — с биржанской линией Радзивиллов. Учился в Вильне, а после в Падуанском университете.

## Произведения
Первым известным произведением Яна Радвана является эпиграмма на герб Николая Радзивилла Рыжего, помещённая в книге Андрея Волана «Oratio funebris in laudem illustrissimi principis, Nicolai Radivili…» (Вильна, 1584). В том же году в книге Анжея Хжестовского «Obrone tajemnice krztu prawosławnego Chreścijaństwa» была опубликована его эпиграмма на герб Венцлава Шемета. Перу Радвана принадлежит также четырёхстишье в честь короля Стефана Батория, размещённое в «Десятилетней повести» Андрея Римши (Вильна, 1585). В 1590 году Яном Карцоном было издано стихотворение Радвана «Epitalamium in nuptis… Christophori Monvidi Dorohostajski…», посвящённое браку Кшиштофа Дорогостайского с Софьей Ходкевич, в котором поэт кроме прочего воспел Великое княжество Литовское в стиле «Песни про зубра» Николая Гусовского. Ещё несколько стихов Радвана было опубликовано в «Obrona postille ewanielickiey» Гжегожа из Жерновца (Вильна, 1591).
Особое внимание заслуживает героико-эпическая поэма Радвана «Радзивиллиада» («Радзивиллиада, или о жизни и делах… князя Николая Радзивилла»), изданная как основная часть одноимённой книги Яном Карцаном в Вильне в 1592 году. В этой же книге помещены прозаические посвящения Яна Абрамовича, Андрея Волана, Яна Руцкого, стихи самого Радвана, а также Петра Роизия и Яна Казаковича (произведение последнего написано на польском языке). Сама «Радзивиллиада» написана дактилическим гекзаметром и содержит 3 470 строк. Поэма посвящена ратным подвигам умершего в 1584 году виленского воеводы, великого гетмана литовского Николая Радзивилла по прозвищу Рыжий. Инициатором создания книги был влиятельный шляхтич и, вероятно, друг самого Радвана Ян Абрамович. Значение поэмы велико, например, исследователь Юлиуш Новак-Длужевский считал, что «Радзивиллиада» является лучшей на то время адаптацией латинской поэмы для местных нужд.
Поэма начинается с описания темы произведения и обращения к музам: Каллиопе и Эрато. «Радзивиллиада», в целом посвящённая событиям Ливонской войны, насыщена описанием битв (особенно успешной для Радзивилла битвы на Уле), войск, поединков, экскурсами в античную историю и мифологическими образами. Радван активно заимствовал отдельные метафоры, сравнения и иные словесные конструкции у Гомера, Вергилия и Овидия. Кроме возвеличивания личности Николая Радзивилла, поэма направлена и на прославление Великого княжества Литовского. Поэт привёл развёрнутое описание древней истории Литвы, героической борьбы литвинов с внешними врагами. Борьба за интересы родного государства, свободу Отечества почитается Радваном за высшую благодетель. Главным врагом в поэме предстаёт великий князь московский Иван IV, изображённый как ужаснейший тиран, жесточайший из царей и «чума народов». Подробно описываются преступление царя против собственного народа. Иначе поэт относится к московскому воеводе Петру Шуйскому, отмечая его мужество и заслуги перед страной.

### Издания «Радзивиллиады»
Оригинальное издание:
- Radivilias, sive, De vita, et rebus praeclarissime gestis, immortalis memoriae, il lustrissimi principis Nicolai Radivili Georgii filii, ducis in Dubinki ac Bierze […] libri quatuor, Ioannis Radvani Lit[uani]; iussu ac auctoritate mag. d. Ioannis Abramowicz, in Worniany […] Addita est oratio funebris, generosi d. Andreae Volani, secretarii sacrae regiae magestatis, et quorundam auctorum epigrammata, vilnae metropoli lituanorum: ex officina ioannis kartzani, [1592].

Современное издание Сигитаса Нарбутаса в переводе на литовский язык с комментариями, фотокопией оригинала и вступительной статьёй:
- Jonas Radvanas, Radviliada, parengė, įvadą, komentarus ir asmenų žodynėlį parašė Sigitas Narbutas; vertė iš lotynų į lietuvių kalbą Sigitas Narbutas, Vilnius: Vaga, 1997. — 364 p. — ISBN 978-5415004072